# All-New Halloween Spooktacular!
«All-New Halloween Spooktacular!» (en español, «¡Espectacular estreno de Halloween!») es el sexto episodio de la miniserie de televisión estadounidense WandaVision, basada en los personajes Wanda Maximoff / Bruja Escarlata y Visión de Marvel Comics. Sigue a la pareja tratando ocultar sus poderes mientras viven una idílica vida suburbana en el pueblo de Westview. El episodio está ambientado en el Universo cinematográfico de Marvel (UCM), compartiendo continuidad con las películas de la franquicia. Fue escrito por Chuck Hayward y Peter Cameron, y dirigido por Matt Shakman.
Paul Bettany y Elizabeth Olsen retoman sus respectivos papeles de Visión y Wanda Maximoff de la saga cinematográfica, protagonizando junto a Teyonah Parris, Evan Peters, Randall Park, Kat Dennings y Kathryn Hahn. Shakman se incorporó a la serie en agosto de 2019. El episodio rinde homenaje a sitcoms de finales de los años 1990 y principios de los años 2000, en concreto a Malcolm in the Middle, así como a episodios con temática de Halloween; los protagonistas se visten con trajes de Halloween inspirados en sus disfraces de los cómics. La filmación tuvo lugar en el área metropolitana de Atlanta, incluyendo Pinewood Atlanta Studios, y en Los Ángeles.
«All-New Halloween Spooktacular!» se estrenó en Disney+ el 12 de febrero de 2021. Los críticos disfrutaron de los disfraces fieles a los cómics y de la actuación de Peters, y destacaron una escena entre Visión y el personaje de Hahn, Agnes.

## Trama
En el programa ficticio WandaVision, ahora ambientado a finales de los años 1990 y principios de los años 2000, Wanda Maximoff quiere pasar el primer Halloween de Billy y Tommy juntos como familia. Sin embargo, Visión dice que va a patrullar las calles con la guardia del vecindario. «Pietro Maximoff» se ofrece a llevar a los niños a hacer dulce o truco, causando algunos problemas con su supervelocidad, que se revela que Tommy ha heredado. Wanda se pregunta por qué «Pietro» tiene un aspecto diferente, pero él le asegura que es realmente su hermano. Más tarde revela que sabe que Wanda está controlando el pueblo, y que está de acuerdo con ello. Le pregunta a Wanda cómo lo hizo, pero ella dice que no lo sabe. Mientras tanto, Visión explora más allá de su casa y encuentra a residentes de Westview congelados en sus posiciones, incluyendo a Agnes. Visión habla con el verdadero yo de Agnes, y ella le dice que está muerto y que Wanda los está controlando. Visión la devuelve a su estado de trance.
En el exterior de Westview, el director de S.W.O.R.D., Tyler Hayward, se prepara para atacar a Wanda, pero Mónica Rambeau, Darcy Lewis y Jimmy Woo le advierten de que no debe enemistarse con Wanda, ya que eso solo iniciaría una guerra que no pueden ganar. El director ordena que los echen de la base de S.W.O.R.D. por cuestionar su autoridad, pero ellos vuelven a entrar a hurtadillas para averiguar qué esconde. Hackeando su sistema informático, descubren que ha estado rastreando la firma de vibranium de Visión. También descubren que tiene el análisis de sangre de Mónica, que revela que sus células están cambiando a nivel molecular debido a que ha pasado por el límite de Westview dos veces. Darcy se queda atrás mientras Mónica y Jimmy se reúnen con una amiga para ayudar a Mónica a volver al interior del Hex para ayudar a Wanda.
Visión intenta atravesar el muro estático pero empieza a desintegrarse. Darcy le ruega a Hayward que ayude a Visión, pero esta es esposada a un coche. Billy percibe que Visión se está muriendo y se lo comunica a Wanda, que amplía el muro estático hexagonal. El nuevo límite alcanza a Visión, Darcy y varios agentes de S.W.O.R.D. convirtiéndolos en artistas de circo, mientras Hayward, Mónica y Jimmy consiguen huir.
Un comercial de plastimación durante el programa WandaVision anuncia el yogur Yo-Magic.

## Producción

### Desarrollo
En octubre de 2018, Marvel Studios estaba desarrollando una serie limitada protagonizada por la Wanda Maximoff de Elizabeth Olsen y el Visión de Paul Bettany de las películas del Universo cinematográfico de Marvel (UCM). En agosto de 2019, Matt Shakman fue contratado para dirigir la miniserie. Shakman y la guionista principal Jac Schaeffer producen de forma ejecutiva junto con Kevin Feige, Louis D'Esposito y Victoria Alonso de Marvel Studios.: 50  Feige describió la serie como parte «sitcom clásica» y parte «epopeya de Marvel», rindiendo homenaje a muchas épocas de sitcoms estadounidenses. El sexto episodio, titulado «All-New Halloween Spooktacular!», fue escrito por Chuck Hayward y Peter Cameron, y las escenas ambientadas en la realidad de sitcom rinden homenaje a finales de los años 1990 y principios de los años 2000.

### Escritura
El episodio rinde homenaje al sitcom Malcolm in the Middle, así como al hecho de que muchos sitcoms cuentan con episodios de temática festiva, como los de Halloween. La serie presenta comerciales falsos que, según Feige, indican «parte de las verdades de la serie que empiezan a filtrarse», con «All-New Halloween Spooktacular!» incluyendo uno de yogur Yo-Magic, realizado en plastimación y con el eslogan «la merienda para los supervivientes». Dais Johnson, de Inverse, describió el comercial como con una «estética con tintes de Rocket Power de la juventud milenaria», mientras que Josh St. Clair, de Men's Health, lo comparó con los comerciales de Go-Gurt y Kool-Aid que se emitían en las cadenas de televisión para niños a principios de la década de los años 2000. Abraham Riesman, de Vulture, dijo que este era el comercial más extraño de la serie hasta el momento, mientras que Thomas Bacon, de Screen Rant, dijo que era «particularmente llamativo» y consideró que resumía el tema general de todos los demás comerciales: «la idea de que, a pesar de todo su poder, Wanda ha sido incapaz de hacer retroceder a la propia muerte».

### Casting
El episodio está protagonizado por Paul Bettany como Visión, Elizabeth Olsen como Wanda Maximoff, Teyonah Parris como Mónica Rambeau, Evan Peters como «Pietro Maximoff», Randall Park como Jimmy Woo, Kat Dennings como Darcy Lewis y Kathryn Hahn como Agnes.: 31:49–32:05  También aparecen Julian Hillard y Jett Klyne como Billy y Tommy, respectivamente, los hijos de Wanda y Visión; Josh Stamberg como el director de S.W.O.R.D. Tyler Hayward, David Payton como Herb, Alan Heckner como el Agente Monti, y Selena Anduze como la Agente Rodríguez. En una analepsis de la infancia de los Maximoff, los jóvenes Wanda y Pietro son interpretados respectivamente por Sophia Gaidarova y Joshua Begelman, con Stephanie Astalos-Jones como la anciana sin dientes. Adam Gold y Tristen Chen ponen voz al tiburón y al niño, respectivamente, en el comercial.: 33:00 

### Diseño
La apertura de WandaVision se hizo con un estilo similar al de la apertura de Malcom in the Middle. Wanda, Visión, «Pietro» y Billy llevan trajes de Halloween inspirados en los disfraces de superhéroes de sus homólogos en los cómics, mientras que Tommy lleva uno similar al de «Pietro». Olsen consideró que esta era la forma perfecta de llevar un disfraz fiel al de los cómics para su personaje, ya que consideraba que normalmente «no se puede tomar ese disfraz en serio». El peinado de «Pietro» fue creado para ser un guiño intencional al Wolverine de Hugh Jackman de la saga cinematográfica de los X-Men, en la que Peters interpretó previamente a Peter Maximoff.

### Filmación
La filmación en el estudio de grabación tuvo lugar en Pinewood Atlanta Studios en Atlanta (Georgia), con Shakman como director y Jess Hall como director de fotografía. También se llevó a cabo en el área metropolitana de Atlanta, mientras que la filmación en exteriores y en estudios tuvo lugar en Los Ángeles cuando la serie reanudó su producción después de estar en pausa debido a la pandemia de COVID-19.: 50  La secuencia inicial es una toma única realizada con la cámara de video de la familia desde la perspectiva de Tommy. Después de filmarla, Perception añadió diversos «tratamientos y efectos» para que pareciera de finales de los años 1990, y añadió la tipografía, que era una réplica de la de Malcolm in the Middle. Los elementos de sitcom del episodio fueron los primeros de la serie que se filmaron como sitcom monocámara, y presentaban a los personajes rompiendo la cuarta pared.

### Animación y efectos visuales
Los efectos visuales del episodio fueron creados por The Yard VFX, Monsters Aliens Robots Zombies, Rodeo FX, RISE, Capital T, Industrial Light & Magic, Cantina Creative y SSVFX.: 34:03–34:17  La animación corrió a cargo de Titmouse, Inc. mientras que Acho Studios se encargó de la animación en volumen del comercial.: 34:17 

### Música
Los compositores de la canción principal, Kristen Anderson-López y Robert López, consideraron que la década de los años 1990 era la más difícil para escribir una canción principal debido a que ambos estaban en la universidad durante esa década y no tenían televisión. Su canción para este episodio, «Let's Keep it Going», es un tema de punk rock alternativo similar a «Boss of Me» de They Might Be Giants, el tema de Malcolm in the Middle. Pasó por tres conjuntos diferentes de letras, y fue interpretada por Anderson-López y la artista de riot grrrl Kathleen Hanna. Anderson-López consideró que el hecho de que Hanna interpretara en el tema le daba una «increíble autenticidad». Dado que el episodio muestra que las cosas empiezan a desbaratarse para Wanda, López y Anderson-López querían que el tema tuviera un elemento caótico y una sensación de alienación. El 19 de febrero de 2021, Marvel Music y Hollywood Records lanzaron una banda sonora para el episodio, con la partitura del compositor Christophe Beck. La primera pista es el tema escrito por Anderson-López y López.
| N.º   | Título                | Duración |  |
| 1.    | «Let's Keep It Going» | 0:56     |  |
| 2.    | «Traffic Light»       | 0:30     |  |
| 3.    | «Fish to Share»       | 0:15     |  |
| 4.    | «Water Balloon»       | 0:31     |  |
| 5.    | «Chile Con Carne»     | 0:33     |  |
| 6.    | «Hayward's Secrets»   | 2:08     |  |
| 7.    | «Yo Magic»            | 0:43     |  |
| 8.    | «Frankenherb»         | 1:01     |  |
| 9.    | «Charming As Hell»    | 0:46     |  |
| 10.   | «Dead or Alive»       | 4:51     |  |
| 11.   | «Super Speed»         | 0:42     |  |
| 12.   | «Freeze Framed»       | 0:56     |  |
| 13.   | «Hexpansion»          | 5:36     |  |
| 19:28 |                       |          |  |

## Mercadotecnia
A principios de diciembre de 2020, se publicó un póster por día durante seis días, cada uno de los cuales representaba una década, desde los años 1950 hasta los 2000. Charles Pulliam-Moore, de io9, señaló cómo Wanda y Visión llevaban trajes similares a los de los cómics en el póster, y consideró que la eliminación de la luz amarilla de los pósteres anteriores «podría ser indicación de que Visión está algo alejado de lo que sea que esté pasando con Wanda». Tras el estreno del episodio, Marvel anunció mercancía inspirada en él como parte de su promoción semanal «Marvel Must Haves», incluyendo camisetas, accesorios, artículos para el hogar y Funko Pops de los personajes con sus disfraces de Halloween. En marzo de 2021, Marvel se asoció con el cocinero Justin Warner para lanzar una receta de barras de caramelo de Halloween, basada en Billy y Tommy y su búsqueda para conseguir barras de caramelo gigantes.

## Lanzamiento
«All-New Halloween Spooktacular!» se estrenó en Disney+ el 12 de febrero de 2021.

## Respuesta crítica
El sitio web agregador de reseñas Rotten Tomatoes informó de un índice de aprobación del 95%, basándose en 19 reseñas con una calificación media de 7,77/10. El consenso crítico del sitio dice: «‹All-New Halloween Spooktacular!› no desvela demasiadas cartas, pero ofrece mucho en forma de nuevas sorpresas, incluyendo un delicioso trabajo de Kathryn Hahn».
El crítico de The A.V. Club, Stephen Robinson, le dio al episodio una «A-». Al comentar el discurso del director Hayward a Mónica, Robinson lo calificó de «monólogo de villano y no precisamente sutil» y se alegró de que Hayward «no sea un villano que actúa con método y que interpreta convincentemente el papel de buen chico hasta el giro dramático de la trama». Robinson también elogió a Hahn en su escena con Visión. Matt Purslow, de IGN, dijo que «WandaVision ha ido a más con cada nuevo episodio, y esa tendencia no se detiene con el sexto. Aunque no tiene una sorpresa bajo la manga tan extravagante como el visitante inesperado de la semana pasada, vuelve a las inquietantes vibraciones de misterio de los episodios anteriores para un efecto más tranquilo, pero no menos espectacular». Purslow consideró que Peters funcionaba como «el perfecto tío raro», y que emparejarlo con Billy y Tommy ayudaba a hacer a estos dos personajes más interesantes. La exploración del pueblo por parte de Visión para investigar produjo algunas de las «imágenes más inquietantes» de la serie, mientras que la extensión de la ilusión por parte de Wanda fue «una gran pieza del episodio». Le dio un 9 de 10. Christian Holub, escribiendo para Entertainment Weekly, disfrutó de los disfraces de Halloween inspirados en los cómics de Wanda y Visión, que se convirtieron en chistes, ya que consideró que tenían «dos de los peores disfraces de superhéroes» de los cómics, dando a «All-New Halloween Spooktacular!» una «B». Su colega Chancellor Agard se sintió «un poco frío» por el episodio, pensando que era porque no tenía una conexión emocional con Malcolm in the Middle, o porque algo se «perdió» al cambiar entre la realidad de sitcom y el material de S.W.O.R.D. fuera del Hex. Sin embargo, la escena entre Visión y Agnes le hizo «sentarse», calificándola de «conversación muy breve pero inquietante» y alabando a Hahn en ese momento.
Dando al episodio 4 de 5 estrellas, Abraham Riesman, de Vulture, dijo «No todo en esta entrega funcionó, pero las cosas buenas, las de Westview, fueron literal y figurativamente mágicas». En cuanto a los disfraces de Halloween, fueron «refrescantes y divertidos» de ver, ya que las adaptaciones cinematográficas rara vez incorporan adaptaciones directas de los disfraces de los cómics, aunque sea «servicio para los fanáticos». La escena entre Visión y Agnes fue «inquietante», con Hahn «clavando por completo el carácter espeluznante de una manera que los episodios anteriores solo han aspirado a conseguir». Riseman también disfrutó de la actuación de Peters. Rosie Knight, de Den of Geek, también le dio 4 de 5 estrellas y considera que es posible que algunos espectadores se sientan defraudados por «All-New Halloween Spooktacular!», después de que los dos anteriores incluyeran «grandes revelaciones», pero dijo que esta entrega «muestra el verdadero poder de WandaVision: la historia emocional en su corazón». Knight disfrutó de la actuación de Peters, a quien calificó de «perfecto como el molesto tío problemático», y del intento de Visión de escapar del Hex, que fue un «sólido momento trágico de héroe» para Bettany.
Alan Sepinwall, de Rolling Stone, dijo que «All-New Halloween Spooktacular!» fue el primer episodio de la serie en el que el material de sitcom «no se siente presentado entre comillas», y que las primeras escenas parecen «una recreación más convincente que irónica». Sin embargo, le decepcionó que no se inclinara más por el material de sitcom al que hacía referencia más allá de las primeras escenas, y pensó que Bettany podía interpretar a «un padre asustado muy divertido» y que la serie estaba «mejor preparada» para imitar a un programa como Malcolm in the Middle que The Dick Van Dyke Show o Bewitched, como se hacía en entregas anteriores. Ben Travers, de IndieWire, fue más crítico con el episodio, dándole una «C+», afirmando que había «cero recompensa en el giro final, muy poco progreso hacia el tratamiento de Wanda de su trauma, y demasiadas demostraciones de fuerza vacías y poco espectaculares. Aparte de su estética semanal de pantalla pequeña, WandaVision sigue pareciéndose demasiado a un largometraje inflado que sigue alargando su historia a través de inconvenientes entregas semanales».